# Maltese First Division 1925/1926
Soutěžní ročník Maltese First Division 1925/26 byl 15. ročníkem Maltese First Division, nejvyšší maltské fotbalové ligy. Soutěž byla v této sezóně zúžena z 8 na 7 účastníků. Šampionem se stala Sliema Wanderers.

## Tabulka
| Poř. | Tým              | Z | V | R | P | VG | OG | B  |
| ---- | ---------------- | - | - | - | - | -- | -- | -- |
| 1.   | Sliema Wanderers | 6 | 6 | 0 | 0 | 27 | 2  | 12 |
| 2.   | Floriana         | 6 | 4 | 1 | 1 | 15 | 7  | 9  |
| 3.   | Valletta United  | 6 | 3 | 0 | 3 | 16 | 8  | 6  |
| 4.   | Valletta Rovers  | 6 | 2 | 1 | 3 | 5  | 23 | 5  |
| 5.   | Msida Rovers     | 6 | 2 | 0 | 4 | 3  | 7  | 4  |
| 6.   | St. George's     | 6 | 0 | 3 | 3 | 3  | 10 | 3  |
| 7.   | Sliema Rangers   | 6 | 1 | 1 | 4 | 2  | 14 | 3  |

|  | Vítěz ligy |